# Asiatische Glaswelse
Die Asiatischen Glaswelse (Ailiidae) sind eine Familie südasiatischer Welse. Die Arten und Gattungen der Asiatischen Glaswelse wurden früher gemeinsam mit den Afrikanischen Glaswelsen in der Familie Schilbeidae geführt, bis molekularbiologische Untersuchungen Anfang 2016 zeigten, dass sie zu einer als „Big Asia“ bezeichneten Gruppe nah verwandter asiatischer Welsfamilien gehören, während die meisten Schilbeidae mit ihrer afrikanischen Typusgattung Schilbe zur „Big Africa“-Gruppe gehören. Die Ailiidae kommen in Südasien von den Flüssen des indischen Subkontinents über Südostasien (Stromgebiete von Chao Phraya, Mekong, Salween) bis nach Malaysia und Indonesien westlich der Wallace-Linie vor.

## Merkmale
Es sind 15 bis 60 Zentimeter lange Fische mit langgestrecktem, im hinteren Bereich seitlich abgeflachtem Körper, kurzer, weit vorn stehender Rückenflosse (fehlt bei Ailia coila) und langer Afterflosse. Die nahe Verwandtschaft dieser sieben Gattungen und ihre Abgrenzung zu den Afrikanischen Glaswelsen und den verwandten Welsfamilien der „Big Asia“-Gruppe gründet sich auf molekularbiologische Untersuchungen und wird bisher kaum durch morphologische Merkmale gestützt. Die Bauchlinie der Asiatischen Glaswelse ist im Allgemeinen gebogen, während die der nah verwandten Horabagridae flach ist. Die Anzahl der Flossenstrahlen in der Afterflosse liegt bei den Ailiidae zwischen 39 und 55. Bei den Horabagridae sind es nur 31 bis 33.

## Gattungen und Arten

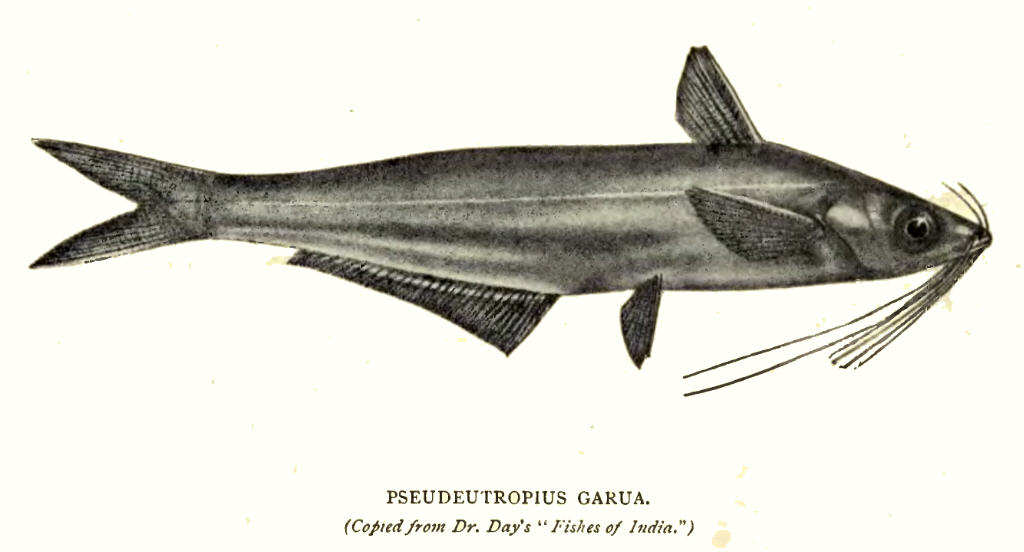
Clupisoma garua

- Diplophos australis Ozawa, Oda & Ida, 1990
  - Diplophos orientalis Matsubara, 1940
  - Diplophos pacificus (Mukhacheva, 1964)
  - Diplophos rebainsi Krefft & Parin, 1972
  - Diplophos taenia Günther, 1873
- Ailia Gray, 1830 (Typusgattung)
  - Ailia coila (F. Hamilton, 1822)
- Ailiichthys F. Day, 1872[3]Ailiichthys punctata

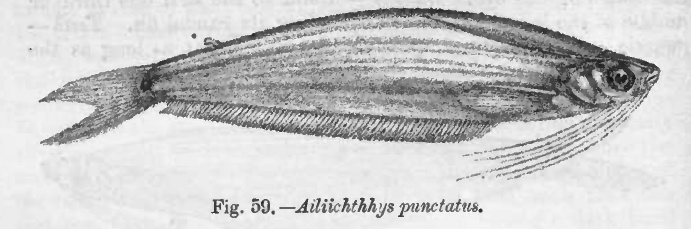
Ailiichthys punctata

  - Ailiichthys punctata F. Day, 1872
- Clupisoma Swainson, 1838
  - Clupisoma bastari Datta & Karmakar, 1980
  - Clupisoma garua (F. Hamilton, 1822)
  - Clupisoma longianalis (S. Y. Huang, 1981)
  - Clupisoma naziri Mirza & M. I. Awan, 1973
  - Clupisoma nujiangense X. Y. Chen, Ferraris & J. X. Yang, 2005
  - Clupisoma prateri Hora, 1937
  - Clupisoma roosae Ferraris, 2004
- Eutropiichthys Bleeker, 1862Eutropiichthys goongwaree[4]

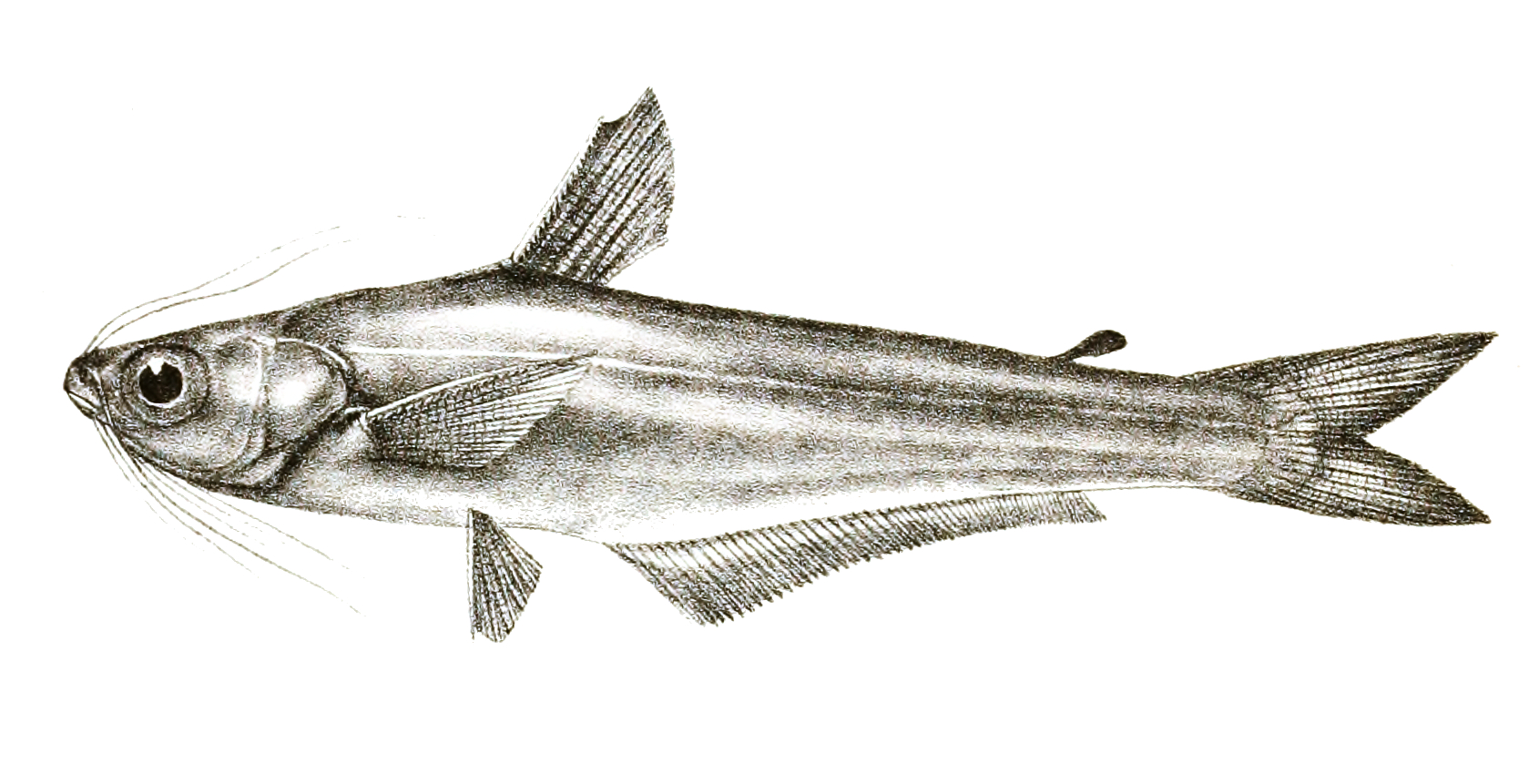
Eutropiichthys goongwaree

  - Eutropiichthys britzi Ferraris & Vari, 2007
  - Eutropiichthys burmannicus F. Day, 1877
  - Eutropiichthys cetosus Ng et al., 2014
  - Eutropiichthys goongwaree (Sykes, 1839)
  - Eutropiichthys murius (F. Hamilton, 1822)
  - Eutropiichthys salweenensis Ferraris & Vari, 2007
  - Eutropiichthys vacha (F. Hamilton, 1822)
- Laides Jordan, 1919
  - Laides hexanema (Bleeker, 1852)
  - Laides longibarbis (Fowler, 1934)
  - Laides montana Hora, 1937[5]
  - Laides sinense (S. Y. Huang, 1981)[5]
- Proeutropiichthys Hora, 1937[6]Silonia childreni

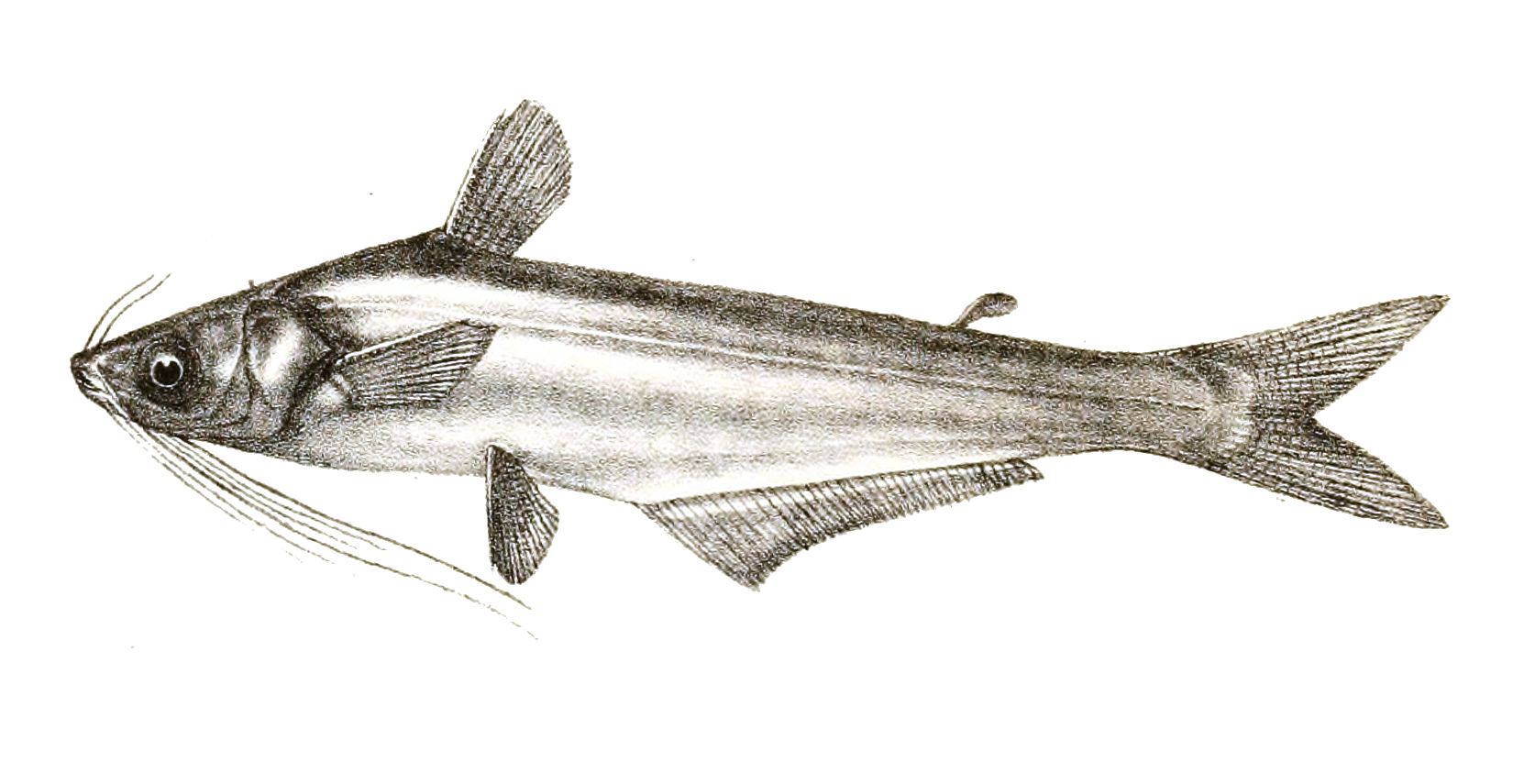
Silonia childreni

  - Proeutropiichthys buchanani (Valenciennes, 1840)
  - Proeutropiichthys macropthalmos (Blyth, 1860)
  - Proeutropiichthys taakree (Sykes, 1839)
- Silonia Swainson, 1838[7]
  - Silonia childreni (Sykes, 1839)
  - Silonia silondia (F. Hamilton, 1822)

Der aus der Aquaristik bekannte Indische Glaswels gehört nicht zur Familie der Asiatischen Glaswelse, sondern zu der der Echten Welse (Siluridae).